# Geminibasidiomycetes
Geminibasidiomycetes H.D.T. Nguyen & Seifert – klasa grzybów zaliczana do typu podstawczaków. Jak dotąd jest to takson monotypowy zawierający jeden rząd z jedną rodziną.
W 2022 r. w klasyfikacji według Index Fungorum brak takiego taksonu. Rodzaj Geminibasidium należy do klasy Wallemiomycetes.

## Systematyka
Pozycja w klasyfikacji według Index Fungorum
Geminibasidiomycetes, Incertae sedis, Basidiomycota, Fungi.
Takson ten utworzyli i Hai D.T. Nguyen i Keith Seifert w 2015 r.
Taksonomia
Według aktualizowanej klasyfikacji Index Fungorum bazującej na Dictionary of the Fungi do klasy Wallemiomycetes należą:
- podtyp incertae sedis
  - rząd Geminibasidiales H.D.T. Nguyen, N.L. Nickerson & Seifert 2013
    - rodzina Geminibasidiaceae H.D.T. Nguyen, N.L. Nickerson & Seifert 2013
      - rodzaj Basidioascus Matsush. 2003
      - rodzaj Geminibasidium H.D.T. Nguyen, N.L. Nickerson & Seifert 2013